# مانيفيستاسيتي 2020
مانيفيستاسيتي2020 أو مانيفيستاSITI2020 أو مانيفستاسيتي2020 أو مانيفستاSITI2020 (بالملايوية: ManifestaSITI2020) هو الألبوم التاسع عشر للمغنية والممثلة الماليزية، سيتي نورهاليزا.

## قائمة الأغاني
1. Siapa Tak Mahu (من لا يريد ذلك؟)
2. Aku Bidadari Syurgamu (أنا ملاكك من السماء.)
3. Kasihku Selamanya (حبي للأبد)
4. Tertulis Nama Kita (أسمائنا مكتوبة)
5. 7 Nasihat (7 نصائح)
6. Kuasa Cintamu (قوة حبك)
7. Takhta Dunia (عرش العالم)
8. Teratai Menjelma (لوتس المتجسد)
9. Basyirah (بشيرة)
10. Terang (ساطع)
11. Anta Permana (أنتا بيرمانا)